# Фридрих Карл Август (Липе)
Фридрих Карл Август фон Липе-Бистерфелд (на немски: Friedrich Karl August zur Lippe-Biesterfeld) от линията Липе-Бистерфелд на фамилията Дом Липе е граф и господар на Липе-Бистерфелд (1736 – 1781).

## Биография
Роден е на 20 януари 1706 година в Бистерфелд. Той е най-възрастният син на граф Рудолф Фердинанд фон Липе-Бистерфелд (1671 – 1736) и съпругата му графиня Юлиана Луиза фон Куновиц (1671 – 1741), дъщеря на граф Йохан Дитрих фон Куновиц (1624 – 1700) и графиня Доротея фон Липе-Браке (1633 – 1706).
Двамата братя Фридрих Карл Август и Фердинанд Йохан Лудвиг (1709 – 1787) разделят Липе на „Липе-Бистерфелд“ (Фридрих Карл Август) и „Липе-Вайсенфелд“ (Фердинанд Лудвиг).
Фридрих Карл Август се жени на 7 май 1732 г. (сряда) в Барут за графиня Барбара Елеонора фон Золмс-Барут (* 30 октомври 1707, Барут; † 16 юни 1744, Бистерфелд), дъщеря на граф Йохан Кристиан I фон Золмс-Барут в Кличдорф (1670 – 1726) и графиня Хелена Констанция Хенкел фон Донерсмарк (1677 – 1763).
Сестра му Хенриета Луиза (1711 – 1752) е омъжена на 11 януари 1730 г. за граф Йохан Карл фон Золмс-Барут (1702 – 1735), брат на съпругата му Барбара Елеонора. Брат му Фердинанд Йохан Лудвиг (1709 – 1787) се жени на 30 октомври 1736 г. в Барут за графиня Ернестина Хенриета фон Золмс-Барут (1712 – 1769), сестра на съпругата му Барбара Елеонора.
Фридрих Карл Август умира на 31 юли 1781 година във Фридрихсру (днес част от Аумюле), Шлезвиг-Холщайн, на 75-годишна възраст.

## Деца
Фридрих Карл Август и съпругата му графиня Барбара Елеонора фон Золмс-Барут († 16 юни 1744) имат децата:
- Симон Рудолф Ферднинанд (* 6 октомври 1734, Бистерфелд; † 23 май 1739, Бистерфелд)
- Карл Ернст Казимир (* 2 ноември 1735, Бистерфелд; † 19 ноември 1810, Марбург), граф и господар на Липе-Бистерфелд, полковник на Вюртемберг, женен на 16 октомври 1769 г. в Реда за графиня Фердинанда Хенриета Доротея фон Бентхайм-Текленбург-Реда (1737 – 1779)
- Фридрих Вилхелм (* 25 януари 1737, Бистерфелд; † 31 юли 1803, Клеве), женен на 18 април 1770 г. във Фрехен за Йохана фон Майнертсхаген (1752 – 1811), 1769 г. направена графиня „фон Майнертсхаген“
- Лудвиг Хайнрих (* 21 април 1743, Бистерфелд; † 16 септември 1794, Гелнхаузен), женен на 30 март 1786 г. в Гелнхаузен за Елизабет Келнер (1765 – 1794), 1790 г. направена графиня фон Липе-Фалкенфлухт
- Фердинанд Йохан Бенямин (* 16 юни 1744, Бистерфелд; † 23 април 1772, Бюкебург), женен на 31 януари 1769 г. в дворец Волкенбург за графиня Вилхелмина фон Шьонбург-Лихтенщайн (1746 – 1819)
- Вилхелмина Луиза Константина (* 15 юли 1733, Бистерфелд; † 18 февруари 1766, Кличдорф), омъжена I. на 15 август 1754 г. във Вернигероде за граф Зигфрид фон Промниц (1734 – 1760), син на граф Ердман II фон Промниц, II. на 30 януари 1764 г. във Верау за граф Йохан Кристиан II фон Золмс-Барут (1733 – 1800)
- Мария Вилхелмина Хенриета (* 5 декември 1740, Бистерфелд; † 19 април 1741, Бистерфелд)
- Мария Барбара Елеонора (* 16 юни 1744, Бистерфелд; † 16 юни 1776, дворец Баум), омъжен на 12 ноември 1765 г. в Щадтхаген за граф Вилхелм фон Шаумбург-Липе (1724 – 1777).